# Les Aventures de la courte échelle
Les Aventures de la courte échelle est une série télévisée d'anthologie québécoise en 26 épisodes de 25 minutes d'après les romans jeunesse publiés par la maison d'édition La Courte Échelle, et diffusée du 18 janvier 1996 au 13 décembre 1997 à Radio-Québec (devenu Télé-Québec) et rediffusée à la Télévision de Radio-Canada.
Les droits en France ont été vendus à Disney Channel.

## Distribution
- Maude Gionet : Jo
- Joël Drapeau-Dalpé : Max
- Marie-France Monette : Catherine Marcoux
- Noémie Yelle : Stéphanie Poulin
- Marie-Pier Côté : Andréa
- Cédric Pépin : Arthur
- Andrée Cousineau : Nicole
- Caroline Ouellette : Yani
- Nathalie Coupal : Mme Ouélaide
- Guy Richer : Emmanuel Marcoux
- Jean Ricard : M. Lemelin
- Carine Villeneuve : Amélie St-Arnaud
- Maxime Collin : Félix Tremblay
- Serge Christiaenssens : le cuisinier
- André Doucet : le laitier
- Sébastien Huberdeau : Toni Drouin
- Daniel Laflamme : garçon dans le parc
- France Laverdière : professeur
- Vo Long Dao : Loc
- Rodrigue Proteau : Max le caméléon
- Émile Genest : le grand patron
- Louis Dandonneau : le journaliste de télévision
- Rémi Laurin-Ouellette : Bart
- Nicolas François : Hans
- Michel Albert : Jean-Marc
- Annie Dufresne : Nathalie
- Isabelle Côté-Gagnon : Grand Pied
- Olivier Gagnon : Jean-François Turmel
- Jacques Tourangeau : M. Auclair
- Antoine Legault : Le Grand Dugas
- Andy Chang : chauffeur de taxi
- Paul Tiffet : ouvrier de l'usine
- Georges Lavallée : ouvrier de l'usine
- Évelyne Cardinal : secrétaire de M. Auclair
- Antoine Brûlé : Julien Martineau
- Ariane-Li Simard-Côté : Jujube
- Benoît Gouin : Pierre Legrand
- Gilbert Comtois : Alphonse
- Jordan Dupuis : Olivier
- Arthur Holden : M. Smith
- Jean-Philippe Côté : Patrick
- Christine Paquette : Jocelyne
- Charles Vinson : Philippe
- Nathalie Gascon : Mme Lancelot
- Vincent Bilodeau : M. Lancelot
- Kim Lambert : Xiao-Fen
- Khanh Hua : M. Tang
- André Richard : M. Diamant
- Richard Lemire : Paulo
- Monique Gosselin : la bibliothécaire
- Sylvia Bouchard : la policière
- Sébastien Chow : le vendeur de journaux
- Pierre Curzi : le professeur Cavendish
- Joseph Taylor : Mikis
- Jacques Allard : Godefroy le balafré
- Henri Chassé : M. Jean-Claude
- Iannicko N'Doua-Légaré : Thierry
- Daniel Gadouas : Laurent Serres
- Karine Vanasse : Anne-Stéphanie
- Julien Poulin : inspecteur Lauzier
- Anne Létourneau : Élizabeth Sivard
- Carol Jones : Mme Bien-Aimée
- Sabrina Trambolli : Ornella Ocarino
- Michael D'Amico : ambulancier
- France Arbour : Mme Turgeon
- Martin Pensa : Hervé
- Johanne Fontaine : Irène
- Jonathan Fredj : Bogdan
- Sébastien Dhavernas : Tanase
- Lénie Scoffié : Esther Gassinovitch
- Brigitte Paquette : Johanne Turcotte
- Claude Préfontaine : Beauharnais
- Marcel Girard : encanteur
- Thérèse Morange : Mme Henderson
- Stéphanie Maillery : dame à l'écran
- Henri Pardo : Blaise
- Marcel Sabourin : Jocelyn Bluteau
- Maka Kotto : Kintou
- Gaston Dussault : M. Marcellin
- Catherine Charron : journaliste
- Bianca Gervais : Myriam
- Mélissa Désormeaux-Poulin : Ozzie
- Geneviève Brouillette : la charbonneuse
- Raphaël Martin : Pouce
- Benoît Graton : Hugo
- Danielle Schneider : Prune
- Jinny Picard : petite fille
- René Delvaux : François
- Marie Allard : voix de l'annonceure radio
- René Paiement : homme à la charette
- Delphine Brodeur : Cat
- Martin Desgagné : William
- Jessica Malka : Émeraude
- Michel-André Cardin : Etcetera
- Deano Clavet : entraîneur
- Pierre-Luc Brillant : Red
- Francis Renaud : gardien de but
- Christian Trudel : batteur
- Pierre Fontaine : guitariste
- Lawrence Arcouette : Charlie
- Dave Marcotte : ami de François
- Bernard Boulay : policier
- Jean Archambault : policier
- Marie-Noëlle Roy : Charlotte
- Mirianne Brûlé : Carmen
- Élizabeth Chouvalidzé : Éva Béluga
- Laurence Dauphinais : Caroline
- Louise Deslières : Danielle
- Mireille Deyglun : Dominique
- Danny Gilmore : Aimé Lebeau
- Benoit Langlais : Phil
- Geneviève Langlois : Hélène
- Luc Senay : Toto Dumoutier
- Diane St-Jacques : femme en tailleur
- Michel Thériault : Romain Lachance
- Martin Watier : Gorgo
- Chantal Baril
- Mathieu Beaumier
- Yvan Benoît
- Dorothée Berryman
- Emmanuel Bilodeau
- Paul Champoux
- Sandrine Chouinard
- Stéphane Cloutier
- Josiane Comtois
- Marie-Andrée Corneille
- Louis-Philippe Davignon-Daigneault
- Antoine Décarie
- Martin Dion
- Yvan Ducharme
- Laurence Dufour
- Kevin Dupuis
- Bernard Fortin
- Chantal Francke
- Marie-Josée Gauthier
- Marc Gélinas
- Alain Gendreau
- Norman Helms
- André Lacoste
- Jean Lafontaine
- Roc LaFortune
- Cynthia Lavoie
- Mathieu Leblanc
- Sylvie Legault
- François Papineau
- Pierre Powers
- Lise Roy
- Nathalie Trépanier
- Al Vandecruys

## Fiche technique
- Scénarisation : Joanne Arseneau, Laurier Bonin, Victor Harrouch, Louise Roy, Jacques Savoie
- Réalisation : François Bouvier, Marquise Lepage, Stefan Pleszczynski, Jean-François Pothier
- Société de production : Les Films Allegro

## Épisodes
1. Le corbeau
2. Le caméléon
3. La montagne noire
4. Le complot
5. Les pirates
6. Le vol du siècle
7. Mystère de Chine[2]
8. Pas d'orchidées pour Miss Andréa[2]
9. La veuve noire
10. Le fantôme de Mme Turgeon, 25 minutes
11. La parure maudite
12. Secrets d'Afrique
13. Ani Croche
14. Des crayons qui trichent
15. Des photos qui parlent
16. Des pianos qui s'envolent
17. La nuit du vampire
18. La revanche d’Ani Croche
19. Le 100 % d'Ani Croche
20. Le voyage dans le temps
21. Les fleurs de Caroline
22. Les yeux d'émeraude
23. Pauvre Ani Croche
24. Toute la beauté du monde
25. Une ville imaginaire

## Récompenses
- L'Alliance pour les enfants et la télévision 1996 - prix de la meilleure émission dramatique[3]
- Prix Gémeaux 1998 - Meilleure émission ou série jeunesse toutes catégories 6-12 ans